# Nabilon

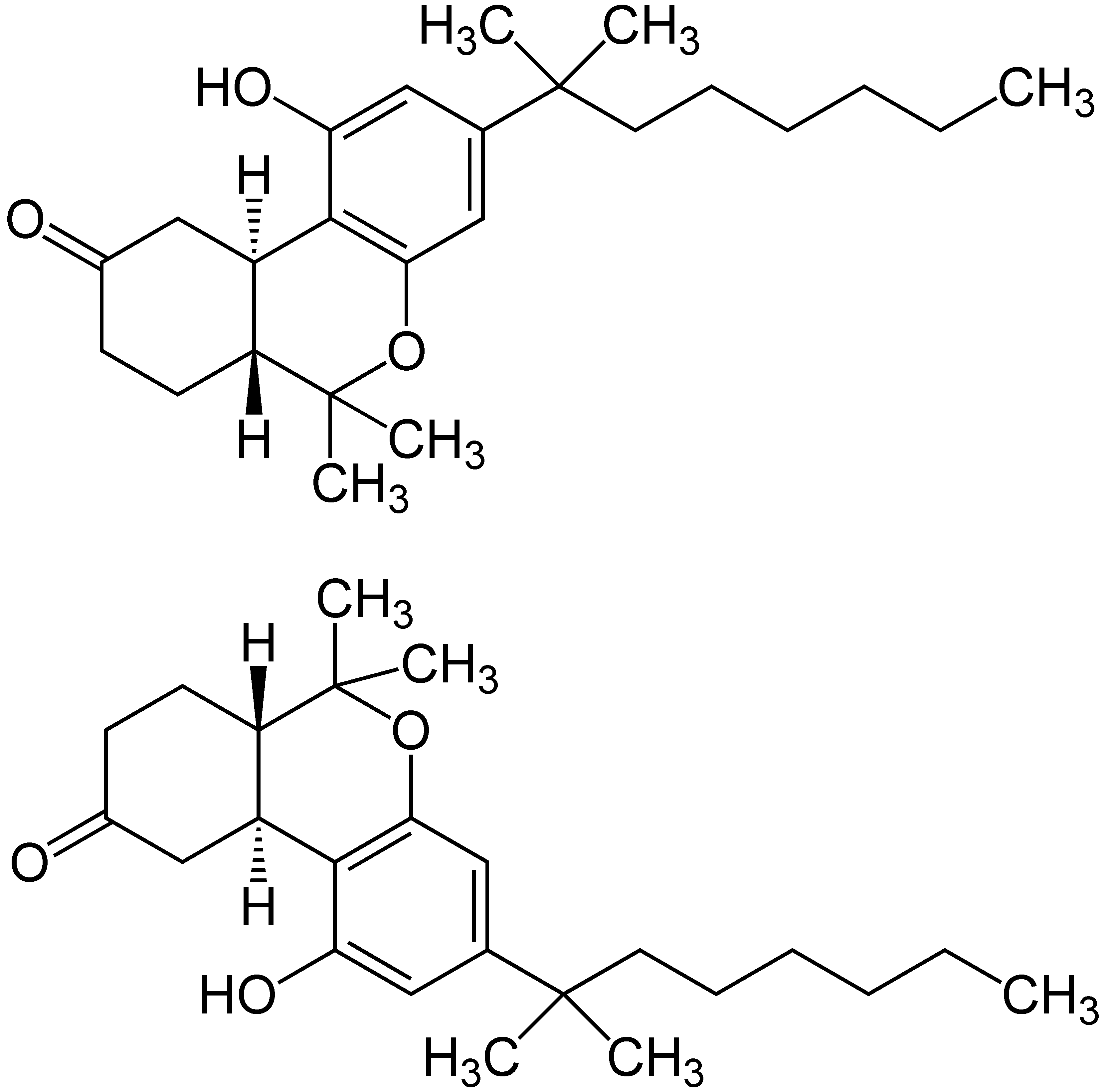
Strukturformel för de två enantiomererna av nabilon.

Nabilon, summaformel C24H36O3, är ett hallucinogent preparat, antikräkmedel, patenterat 1975 av läkemedelsföretaget Eli Lilly.
Substansen är narkotikaklassad i Sverige och ingår i förteckning II, men finns för närvarande inte upptagen i förteckningarna i internationella narkotikakonventioner.